# Danmarks historia
Danmarks historia har påverkats dels av Danmarks roll som sjöfartsland, dels av de stormakter som omgett landet. Daner omtalas först på 500-talet av Jordanes och Prokopios. Enligt den förstnämnde härstammade de från svearna. Första gången danskar och namnet Danmark nämns är i ärkebiskop Ansgars brev, skrivet någon gång mellan år 834 och år 865, där "Danos & apud Sueones" finns omnämnda, samt i påve Nicolaus I:s bulla från 864 som stadfäster Ansgar som ärkebiskop och missionär för danskar och svenskar. Därnäst ses namnet Danmark i samband med att den anglosaxiske kungen Alfred den store slog tillbaka danska vikingar vid Edington 885 och 75 år senare är det belagt i Danmark på Jellingestenen. På vikingatiden skapade Knut den store ett välde runt Nordsjön. I det ingick stora delar av England och södra Norge, men Knut den stores välde överlevde inte sin skapare med många år och dess sönderfall markerar också slutet på landets vikingatid.
Under medeltiden var landet omfattande, bland annat erövrades delar av Baltikum, Gotland och norra Tyskland under kungarna Valdemar Sejr ("Seger") och Valdemar Atterdag ("Åter dag") för det danska väldet. År 1397 bildades Kalmarunionen av drottning Margareta och hennes styvson Erik av Pommern. Detta försök att ena Norden varade med avbrott till 1523 då Sverige lämnade unionen permanent. Norge, med domänerna Färöarna, Grönland och Island, blev formellt en del av riket (Danmark-Norge) 1536. I mitten av 1600-talet förlorade Danmark sin östra landsände, Skåneland (Skåne, Halland, Blekinge och Bornholm, men Bornholm blev snart danskt igen), till den nya stormakten Sverige. Som en följd av Napoleonkrigen kom Norge 1814 att lämna (för att ingå i svensk-norska unionen). Domänerna kom dock att stanna i Danmark. Under första världskriget blev banden till Island svagare och 1918 övergick Island till att vara en suverän monarki i en union i vilken länderna hölls samman endast genom statschefen, den danske kungen. Island blev en självständig republik 1944 och Grönland fick omfattande självstyre (hjemmestyre) 1979. Danmark har näst efter det japanska kejsarhuset den äldsta obrutna regentlängden i världen. Gorm den gamle räknas som den första historiskt dokumenterade kungen. Hans uppgivna företrädare kan med varierande styrka hållas för sannolika, men endast ett fåtal, Godfred, Harald Klak och Hårik kan styrkas i historiska källor.

## Förhistoria

### Stenålder till tidig järnålder
Se även bondestenåldern och bronsåldern

I Hollerup har en geolog anträffat spjälkade rådjursben som daterats till cirka 90 000–70 000 f.Kr. Forskare är oense, men vissa anser att detta är ett bevis för att neandertalare fanns i Danmark före den senaste istiden.

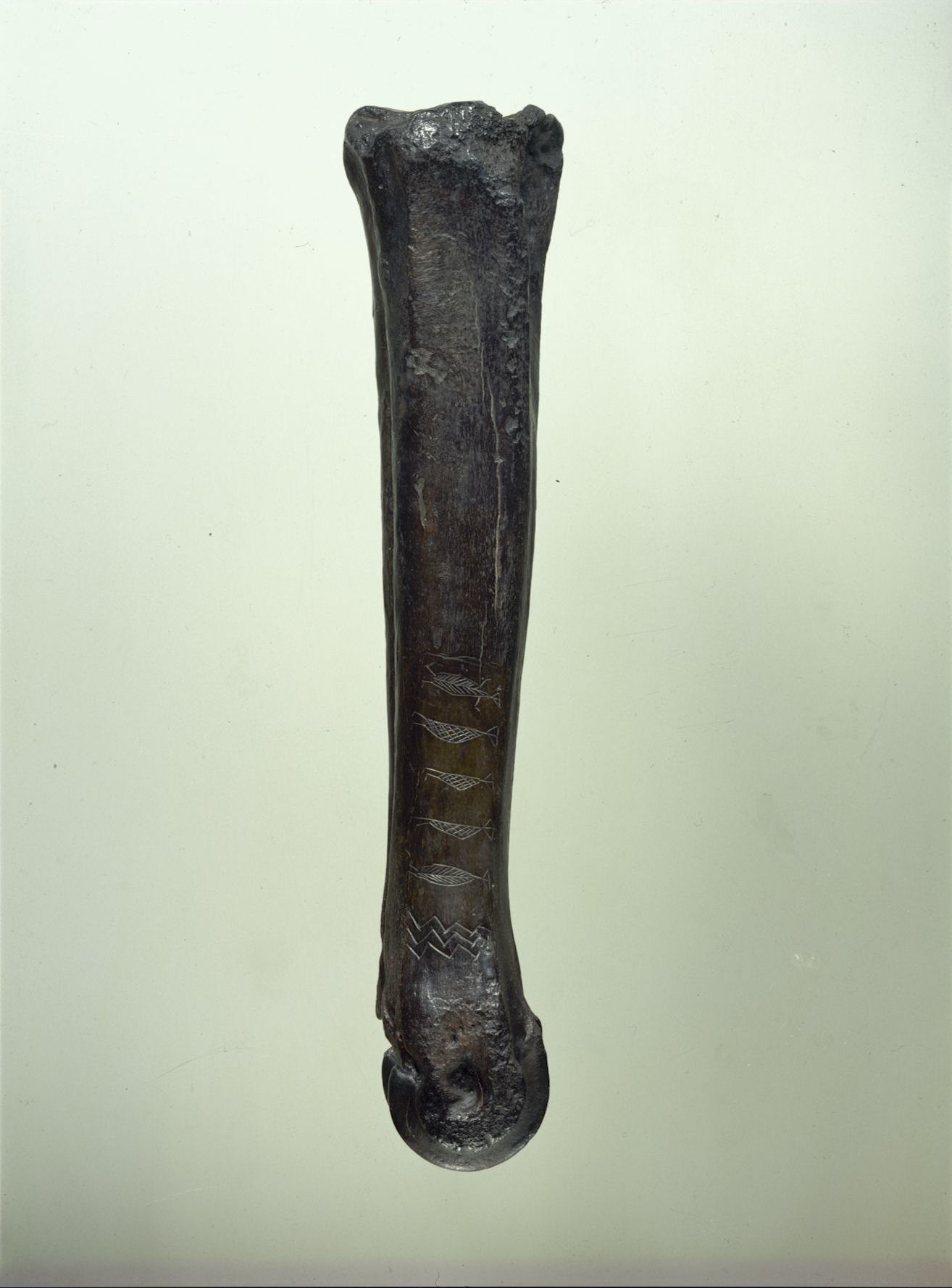
Mesolitisk, ornamenterat uroxeben från Ryemarksgård, Jystrup

Bland de äldsta spåren efter människor i Sydskandinavien räknas en boplats vid Finjasjön i Skåne vilken dateras till cirka 14000 före nutid. Vid Bromme på Själland har påträffats lämningar efter människor från perioden cirka 11400 f.Kr. – cirka 10500 f.Kr. Kännetecknande är en speciell typ av flintpilspetsar. En annan tidig boplats är Segebro vid Malmö från cirka 8300 f.Kr. Fynden från dessa platser, nästan uteslutande ben och stenföremål är identiska med fynd från det nuvarande danska området vilket visar att regionerna väster och öster om Öresund tillhört samma kulturområde.
Maglemosekulturen är en benämning på den materiella kultur som existerade i Sydskandinavien cirka 9000 f.Kr. – cirka 6400 f.Kr. En speciell kännetecknade fyndgrupp är så kallade mikroliter, det vill säga speciellt utformade små och tunna flintspån som var fastsatta på jaktredskap. Maglemosekulturen är uppkallad efter fyndplatsen Maglemose vid Mullerup på västra Själland.
Den yngre jägarstenåldern uppdelas i olika kulturer som fått namn efter berömda fyndplatser. Kongemosekulturen (cirka 6400 f.Kr. – cirka 5400 f.Kr.) är således uppkallad efter en fyndort på västra Själland. Erteböllekulturen representerar jägarstenålderns yngsta tid (cirka 5400 f.Kr – cirka 3900 f.Kr.) Namnet kommer från en boplats vid Ertebölle invid Limfjorden i Jylland. Från den yngre jägarstenåldern finns ett flertal boplatser. Bland dessa kan nämnas  boplatsen i Vedbæk norr om Köpenhamn. Åker och husdjurshållning ersatte successivt jägarstenålderns jaktbaserade ekonomi. Cirka 4000 f.Kr. började man på allvar odla upp allt större ytor. Husen blev allt större och bräckligare föremål som till exempel keramik blev allt vanligare. Samtidigt uppträder de äldsta megalitgravarna i form av stendösar. Detta är några indikationer på en mer stationär befolkning än tidigare. Detta innebar också att folkmängden ökade. De enklare dösarna ersattes efter en tid av gånggrifter; stora stenkammargravar med plats för ett stort antal döda.
Cirka 2000 f.Kr. började införseln av brons till Norden. Denna metall har gett namn åt tidsperioden. Bronsåldern varar från cirka 1800 f.Kr. till cirka 500 f.Kr. Den stormännen utvecklade i början av bronsåldern ett speciellt gravskick där den döde ibland begravdes i urholkade ekstamskistor över vilka det uppbyggdes stora gravhögar ofta av grästorvor. Flera gravhögar har undersökts och ytterst välbevarade rester efter de dåtida människorna har ibland kunnat dokumenteras. Förutom gravgåvor i metall har också ibland organiskt material bevarats såsom kläder och hår. Genom dendrokronologi på ekstamskistorna har man kunnat fastställa när gravhögarna har anlagts. Gjorda dateringar visar på perioden cirka 1400 f.Kr. – 1330 f.Kr. 
Vid mitten av bronsåldern frångick man bruket att begrava de döda obrända. Benrester efter de kremerade samlades ihop och lades i gravurnor av keramik vilka grävdes ner, antingen i de gamla gravhögarna eller också gärna runt omkring dessa. Som gravgåva fick den döde nu endast med sig några mindre föremål i brons. Hällristningar ristades från äldre tid men särskilt under bronsåldern. Från äldre tid finns exempelvis vapenristningar och från yngre tid ofta skeppsristningar. De danska ristningsplatserna finns oftast utmed kusterna eller intill större vattendrag. Madsebakkes hällristningsområde på Bornholm är ett större ristningsområde i Danmark. 

### Järnåldern
Kulturen som rådde i norra Europa under folkvandringstiden kring 400–600 e.Kr. brukar refereras till som germansk järnålder. Invandringen till dagens Danmark kom både från norr och söder; från dagens södra Sverige (Terra Scania, Skåneland) kom danerna omkring år 500. Daner omtalas först på 500-talet av Jordanes och Prokopios. De var då av allt att döma bosatta i nuvarande Danmark, som fått sitt namn efter dem. Stammens ursprung är dunkelt, och Jordanes påstående att den härstammar från svearna har inte något större källvärde. Första gången danskar och namnet Danmark nämns är i ärkebiskop Ansgars brev, skrivet någon gång mellan år 834 och år 865, där "Danos & apud Sueones" finns omnämnda, samt i påve Nicolaus I:s bulla från 864 som stadfäster Ansgar som ärkebiskop och missionär för danskar och svenskar. På gammal tyska betyder Denmark gränsregion till danernas land. Danerna hade sitt kärnland i dagens Jylland.

## Vikingatiden

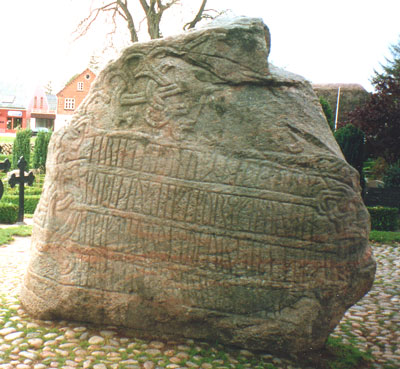
Jellingestenen.

De som ofta kallas vikingar bebodde dagens Danmark från cirka 700 e.Kr. till 1000 e.Kr. De skapade ett mer utvecklat samhälle än de tidigare kulturerna och blev kända för sina erövrings- och plundringståg i Europa. Under tiden skedde ett successivt enande av Danmark som blev en makt att räkna med på Själland, Jylland och det som i dag är södra Sverige. Namnet Danmark ses i samband med att den anglosaxiske kungen Alfred den store slog tillbaka danska vikingar vid Edington 885, och 75 år senare är det belagt i Danmark på Jellingestenen. Den förste person som nämns som kung över Danmark, eller i alla fall delar av det område som idag är Danmark, är Agantyr, vilken möter St. Willibrord då denne företar missionsresor till danernas område runt 710 e.Kr. I ungefär samma tidsperiod anläggs en del omfattande byggnadsverk som visar på en ökad grad av organisation, bland annat Kanhavekanalen på Samsö.
Något senare anfaller kung Godfred frankernas områden i Tyskland (två härjningståg 804 och 809–810 nämns). Denne Godfred regerar i en tid då såväl Hedeby som Danevirke anläggs och stupar efter resultatlösa förhandlingar med den frankiske kungen Karl den store i strider mot friserna. I Viita Ansgarsius som beskriver Nordens apostel Ansgars resor omnämns en kung vid namn Hårik och hans son, Hårik II. Andra källor talar om kung Harald Klak, döpt 827, som dock dräptes eftersom den nya religionen var föga populär i hemlandet. Efter en period av omfattande kaos (omnämnt bland annat på den svenska Rökstenen: "Det säger jag som det trettonde vilka tjugo kungar som sutto på Själland under fyra vintrar med fyra namn födda åt fyra bröder") återkommer ordningen runt år 900. Runt 900 erövrar nämligen sveavikingen Olof, Olaf eller Olav handelstaden Hedeby. Han och hans söner Sigtrygg och Gnupa omnämns på runstenarna Hedeby 2 och 4 som ristats till minne av dem av deras moder respektive fru Asfrid.
På 930-talet inleds det slutgiltiga riksbyggandet av Gorm den gamle, son till en småkung vid namn Hardeknut och omnämnd på den lilla Jellingstenen som Danmarks beskyddare. Olika teorier har framlagts om exakt vad Gorm beskyddade Danmark mot. En teori är att han beskyddade Danmark mot kristendomen då han i samtida källor är omnämnd som en fanatisk antikristen. Gorm dör 958 och efterträds av sin son, Harald Blåtand som införde kristendom som officiell religion under 960-talet. Under denna period ska Danmark ha omfattat det som idag är själva kärnlandet och först under Haralds son, Sven Tyveskaegg (svenska: Sven Tveskägg) ska Skåne och Bornholm ha förts till det danska väldet. På 1000-talet slutförde kung Knut den store Danmarks enande och var kung av England i över 20 år under namnet Canute the Great. Denne skapade ett välde runt Nordsjön, kallat Nordsjöväldet, i vilket ingick stora delar av England och södra Norge, men väldet överlevde inte sin skapare med många år och dess sönderfall markerar också slutet på landets vikingatid.

## Medeltiden

### Kristendomen och Danmarks skapelse

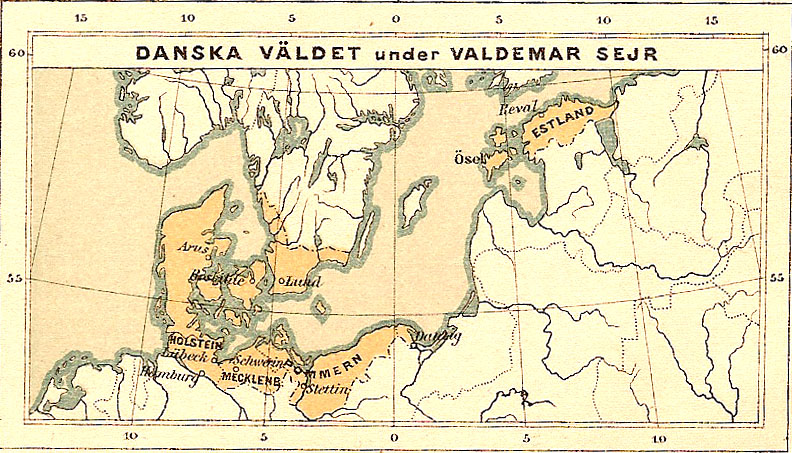
Historisk karta över det danska väldet under kung Valdemar Sejr i början av 1200-talet.

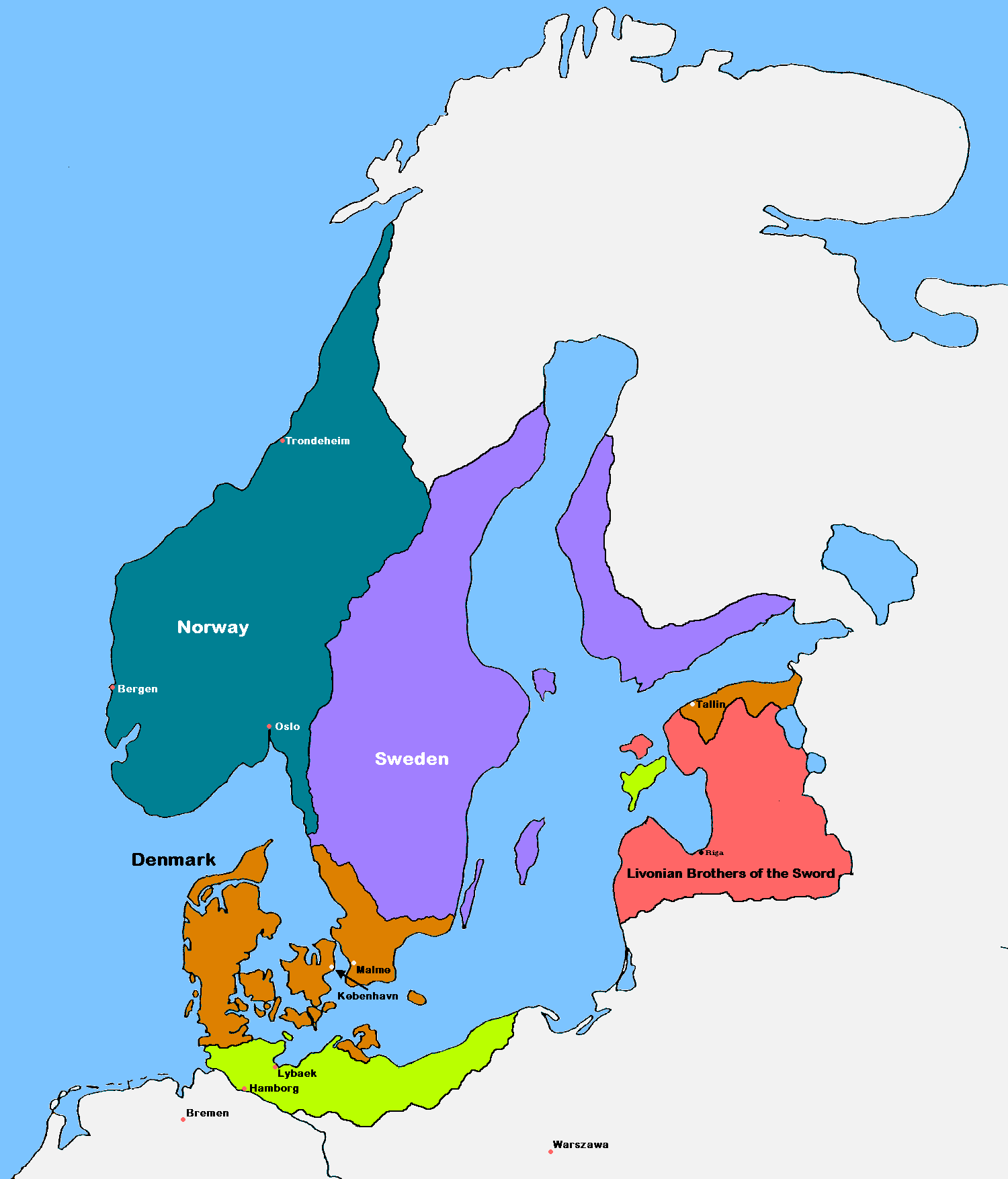
Danmark och övriga Skandinavien 1219. Grönt markerar områden erövrade av Danmark fram till detta år.

Olika mindre kungadömen existerade i dagens Danmark under den sena vikingatiden. Omkring år 980 skapade Harald Blåtand ett enat kungadöme i Danmark. Harald Blåtand besöktes av missionärer från Tyskland och konverterade till kristendomen som ersatte den gamla nordiska mytologin. Införandet av kristendomen gynnande kungamakten och ledde dessutom till ett visst stöd från det Heliga romerska riket. Efter kung Knut den stores död 1035 förlorade Danmark kontrollen över England och landet utsattes för angrepp och plundringståg från norska vikingar. Knuts brorsbarn Sven (kung Sven Estridsson) blev kung 1047 och återskapade en stark kungamakt och knöt goda band med ärkebiskopen av Bremen som vid denna tid var ärkebiskop över hela Skandinavien.
1103 avstyckades det Bremen-Hamburgska ärkestiftet och Lund i Danmark blev nytt ärkesäte för hela Norden. 1153 blev Norge självständigt ärkestift och 1164 fick Sverige en egen ärkebiskop i Uppsala. Denne var dock under hela medeltiden i beroendeställning till den danske ärkebiskopen. Mitten av 1100-talet blev en svår period för Danmark med inbördeskrig, men med Valdemar den store och hans ärkebiskop Absalon återställdes kungamaktens auktoritet och landet började byggas upp igen samt expandera territoriellt på vendernas bekostnad. Enligt vissa källor var det Valdemar som grundade Köpenhamn. Under Valdemars tid växte Danmark till en betydande sjömakt i Östersjön. Även efter hans död fortsatte Danmarks expansion och landet erövrade nya besittningar, bland annat i dagens Estland. Enligt en legend föll den danska flaggan Dannebrogen ner från skyn vid ett slag i Estland 1219. Enligt Den livländska krönikan vet vi att Lister var danskt år 1203. År 1231 finns det första säkra beviset att Blekinge är en del av det danska riket, vilket omtalas i Kung Valdemars jordebok . Grunden för Danmarks tillväxt var den lönsamma handeln och samverkan med Hansan. Den ekonomiska tillväxten under 1100-talet baserades mycket på handeln med sill, den så kallade Skånemarknaden. 1000- och 1100-talen i Danmark präglades av en stark samverkan mellan kyrkan och kronan och en mängd kyrkor byggdes i Danmark vid denna tid. Under 1200-talet utbröt stridigheter mellan kung och ärkebiskop, vilket ledde landet ut i svåra inre konflikter.

### Från sönderfall till Valdemar Atterdag

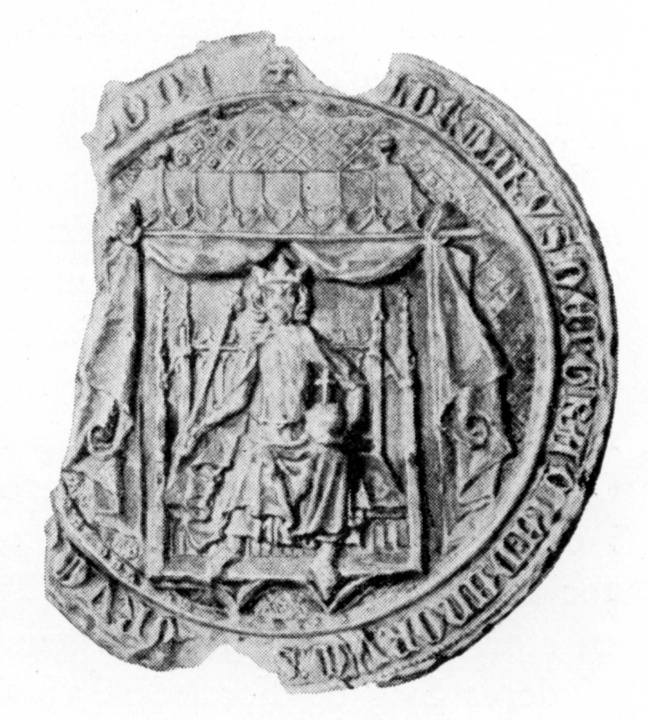
Valdemar Atterdags sigill.

Den danske kungen hade både yttre och inre problem med kontrollen över riket och fick under 1200-talet kämpa mot en inhemsk opposition från adeln och kyrkan. Relationen mellan kungen och påven var ansträngda. Under denna konflikt stärktes adelns maktställning och de tvingade fram Danmarks första konstitution som begränsade och reglerade kungens makt. Denna inre splittring utnyttjades av Hansan och Holstein. Den senare tog tillfället i akt att erövra delar av Danmark. Den danska kungamakten fortsatte att falla samman, men 1340 besteg Valdemar Atterdag den danska tronen och en ny era inleddes. Han var av källorna att döma en skicklig politiker som lyckades ena och stärka riket. Hans expansion av riket i bland annat Baltikum ledde till en öppen konflikt med Hansan efter 1360. Stridigheterna trappades upp när Valdemar erövrade Gotland och Visby (känd som brandskattningen av Visby i svensk historieskrivning). Hansan gick samman med Sverige för att bekämpa Danmark men den militära kampanjen slutade i fiasko. Valdemar hade finansierat sina kampanjer och erövringar med höga skatter vilket ledde till att den jylländska adeln revolterade mot kungen. Han tvingades i landsflykt 1370 och Hansan övertog då kontrollen över Öresund.

### Kalmarunionen

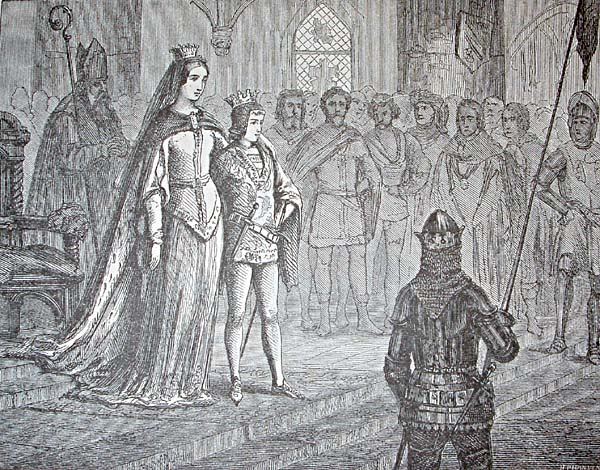
Erik av Pommern kröns till kung över Norden, 17 juni 1397 (illustration från 1880-talet).

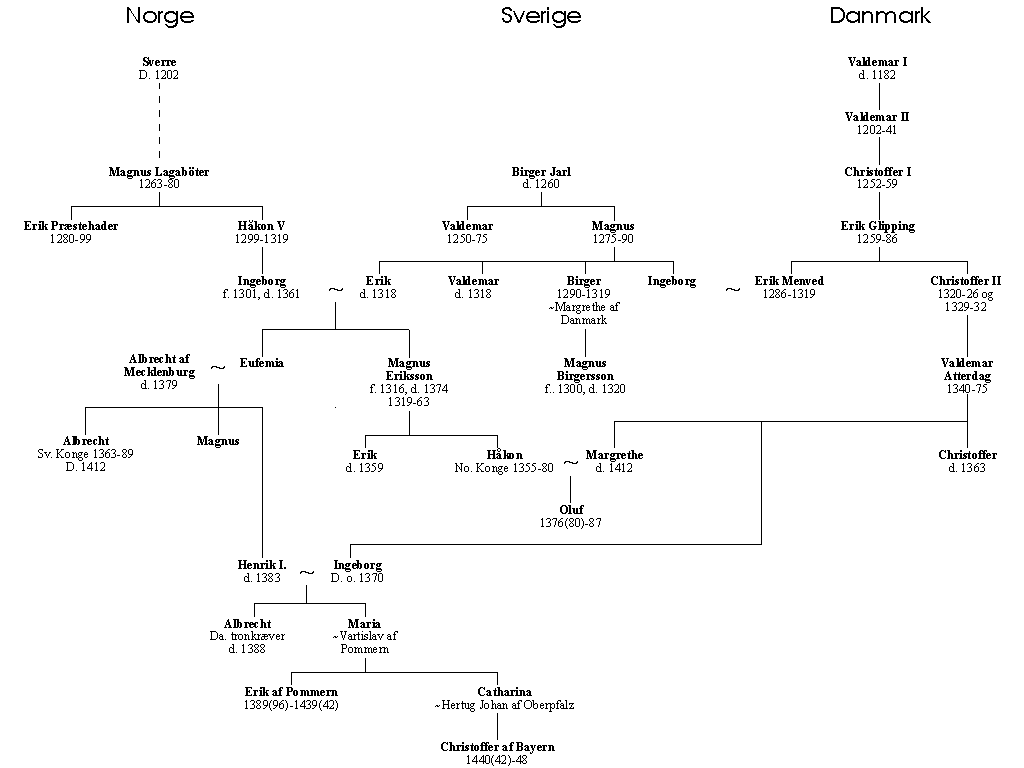
Översikt över de kungliga nordiska släkterna vid tiden för Kalmarunionen.

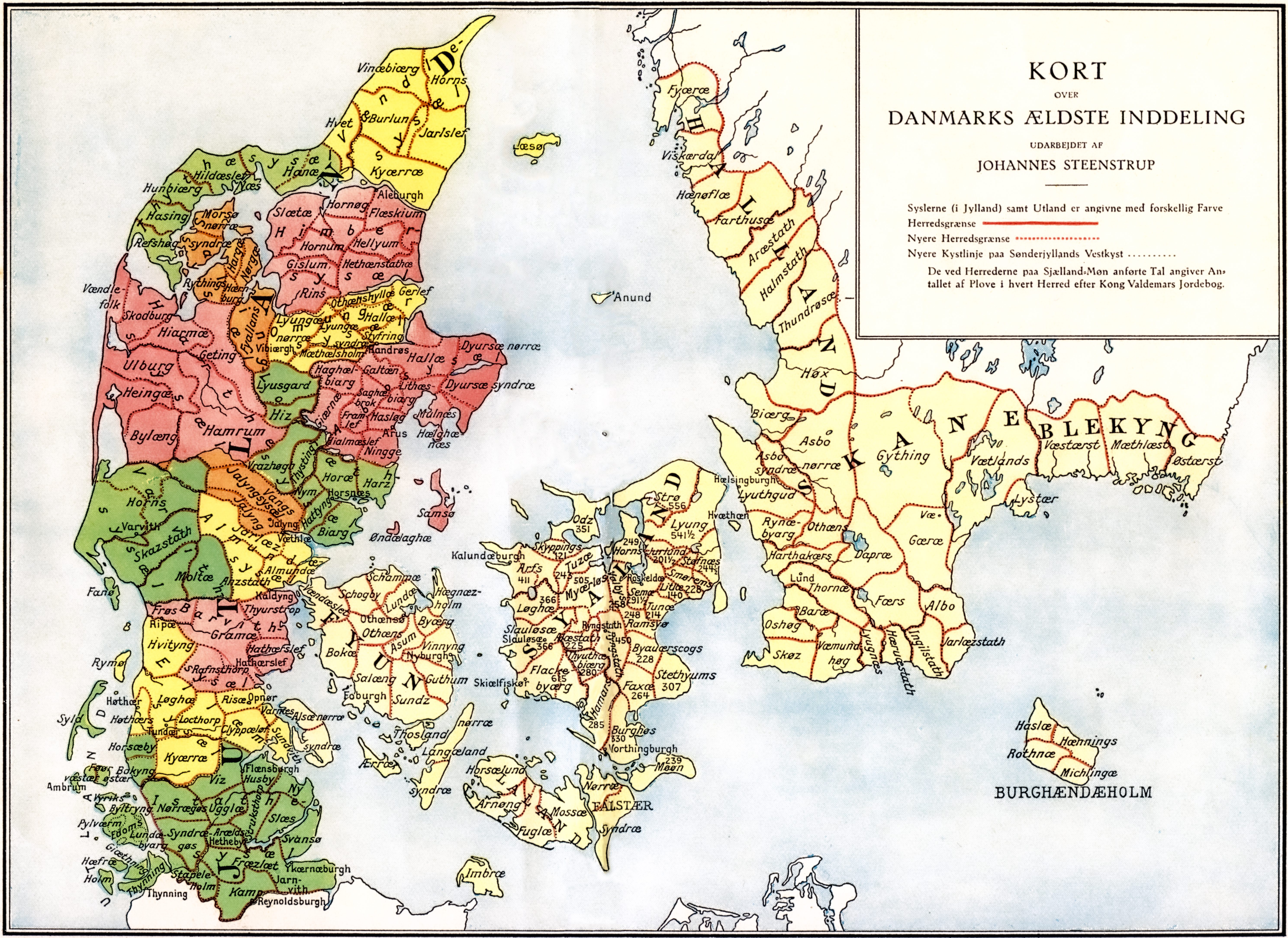
Administrativ indelning i Danmark under medeltiden. Bland annat finns den medeltida häradsindelningen med på kartan.

Kalmarunionens uppkomst var inte unik för sin tid. I närområdet hade Polen och Litauen bildat en personalunion och skapat en stormakt i östra Centraleuropa. Några föregångare fanns även i Norden, dels 1319 års personalunion mellan Sverige och Norge, som 1332–1360 även omfattade de östra danska landskapen, dels den personalunion mellan Danmark och Norge som ingicks år 1375. Med en union skulle de tre nordiska länderna stärka sin position gentemot Hansan och andra uppåtsträvande länder. Den danska drottningen Margaretas giftermål med den norske kungen Håkon VI var ett första steg i den danska intentionen att skapa en union. Håkon var inte bara norsk kung, han var också släkt med det svenska kungahuset. 1375 utropades Margaretas och Håkons son Olof (Oluf III på den danska tronen 1376–1387 och Olav IV på den norska tronen 1380–1387) till kung över Norge och Danmark. Vid utropandet var Olof bara fem år vilket i praktiken innebar att det var drottning Margareta som styrde. Olof IV var den sista norskfödda kungen fram till Norges nuvarande kung Harald V av Norge som föddes 1937.
Trots Olofs död 1387 lyckades drottning Margareta i sina unionsträvanden. I Dalaborgstraktaten erkändes hon av delar av den svenska adeln som rikets "fullmäktiga fru och rätta husbonde". Maktkampen mellan unionsförespråkarna och den svenska kungen Albrekt avgjordes genom slaget vid Åsle 1389. Margaretas systerdotterson Erik av Pommern valdes till kung av Norge 1392 och 1396 även till kung av Danmark och Sverige. 1397 kröntes Erik i Kalmar till kung över de tre rikena och unionen stadfästes. Erik av Pommerns expansiva politik och krig mot bland annat Hansan väckte motstånd och flera uppror utbröt, bland annat i Sverige (Engelbrektsupproret). Under 1439–1440 avsattes Erik i samtliga länder och ersattes av Kristofer av Bayern 1440-42. Efter Kristofers död 1448 skedde nya uppror. Sverige utropade Karl Knutsson (Bonde) till kung och 1449 blev han även kung över Norge. Karl Knutson ville inte vara med i Kalmarunionen men gärna ta kontrollen över Norge och de östra danska landskapen. Stridigheterna som uppstod till följd av detta slutade med att Kristian I lyckades återförena unionen under sitt styre, delvis med hjälp av den svenska adeln.
Stridigheterna mellan unionsbröderna var emellertid inte slut och nya uppror uppstod 1464–1471. Efter Karl Knutson Bondes död 1470 tog hans systerson Sten Sture den äldre och en stormannagrupp över motståndet och efter slaget vid Brunkeberg 1471 stod Sverige åter utanför unionen. Inställningen i Sverige var delad, å ena sidan Stures falang med bergsmän, köpmän och borgerskapet i Stockholm och å andra sidan rådsaristokratin under ledning av biskop Jakob Ulvsson. 1481 gjordes ett försök att förnya unionen (Kalmar recess) och 1483 ställde sig även det svenska rådet bakom unionsförnyelsen, men Sten Sture lyckades fördröja genomförandet fram till 1497, då kung Hans kunde gripa makten även i Sverige med hjälp av svenska unionsvänner. 1501 bröt dock ett nytt uppror ut i Sverige och Sten Sture återinsattes. Samtidigt som försöken, främst från danskt håll, att återställa och stärka unionen fortsatte växte motsättningarna mellan Sten Sture den yngre som från 1512 var riksföreståndare och Kristian II, kung över Danmark och Norge. Stridigheterna, men också unionen, kom att sluta med Kristian II:s militära seger 1520. Men hans åtgärder mot potentiella motståndare som inleddes med Stockholms blodbad och missnöjet med hans fogdar kom att leda till ett folkligt uppror i Sverige och 1521 valdes Gustav Vasa till riksföreståndare och senare 1523 till kung. Därmed var Sverige slutligen förlorat för unionen medan däremot Norge kom att vara förenat med Danmark ända fram till 1814.

## Reformationen och Danmarks maktställning på 1500-talet
Upplösningen av Kalmarunionen som trestatsunion blev ingen katastrof för Danmark. Tvärtom samverkade en rad faktorer till Danmarks fördel under början av 1500-talet. Norge var definitivt säkrat under dansk kontroll, de norska landskapen jämställdes med de danska 1536, och Danmark hade börjat återta kontrollen över södra Jylland som förlorats av Erik av Pommern. Och framförallt höll Hansan på att bli utkonkurrerad av britterna och holländarna och dess position som östersjömakt var på väg att försvinna för gott, vilket gjorde att hotet från södern mot Danmark försvann för nästan 100 år. Likaså var de ekonomiska konjunkturerna gynnsamma med stigande livsmedelspriser, något som dock främst gynnande adeln som stärkte sin position gentemot bönderna och utökade sina marker. Viktigast var nog tullinkomsterna från Öresundstullen som enligt uppgift gjorde danske kungen till Europas rikaste (protestantiske) kung.
Den stora vinnaren på de ekonomiska framstegen och förändringarna var dock kungamakten. 1536 genomfördes reformationen i Danmark av Kristian III vilket ledde till att kyrkans stora rikedomar och marker tillföll staten. Liksom Gustav Vasa förlitade sig Kristian mycket på ofrälse medarbetare och adelns makt minskade samtidigt som dess ekonomiska situation förbättrades. En motsvarande utveckling fanns i många andra europeiska länder. Under Kristian IV:s långa regeringstid 1588–1648 gjordes storsatsningar på handel och manufakturer och flera nya städer grundades, bland annat Kristianstad i Skåne och Kristiania (Oslo).

### Kampen om Östersjön och Sveriges framväxt som stormakt
De stora och ambitiösa satsningar som gjorts under Kristian IV långa regeringsperiod (1596–1648) hämmades av utrikespolitiska utvecklingen där Tyska ordens tilltagande sönderfall öppnade vägen för en konkurrens mellan Östersjöstaterna Sverige, Danmark, Polen och Ryssland om ordens markområden. Som en följd av detta försämrades relationerna mellan Danmark och Sverige kraftigt under 1560-talet. De försämrade relationerna kom att bli upptakten på de krig som skulle komma att härja Östersjön ända fram till freden i Nystad 1721 (i någon mån ända fram till freden i Kiel 1814). Från början var Danmarks utgångsläge gott och landet drog fördel av åttioårskriget som skakade Danmarks granne och Europas vid tiden mest utvecklade land, Nederländerna, och ledde till att Danmark kunde modernisera och utveckla sitt land med hjälp av flyktingar från kriget. Dessutom hade Danmark ett strategisk fördelaktigt läge gentemot Sverige eftersom man nästan helt omslöt Sverige, från Nordkalotten till Skåne och Blekinge samt dessutom kontroll över Gotland och Ösel. Genom kontrollen av Skåne och Blekinge kontrollerade man dessutom all handel som gick genom Öresund. Danmark lyckades i de två första krigen, Nordiska sjuårskriget och Kalmarkriget i stort efter stora ansträngningar stå emot främst Sveriges växande ambitioner och bevara sin ställning.
Den strategiska situationen kring Östersjön kom att förändras till Danmarks nackdel när Kristian IV försök att stärka Danmark genom att ingripa på den protestantiska sidan i trettioåriga kriget misslyckades. Kristian IV gick med i Trettioåriga kriget 1625 men det blev snabbt ett fiasko och 1627 inledde tyska trupper under Wallenstein en motoffensiv. Kung Kristian hade visserligen gått med i kriget i egenskap av hertig av Schleswig, inte som kung av Danmark, men denna distinktion kunde inte stoppa den plundring i stor skala som igångsattes norr om gränsen mellan Danmark och Schleswig och att Jylland ockuperades. Trots att Kristian IV regeringstid slutade i nederlag räknas han som en betydande dansk konung och statsbyggare. Många offentliga byggnadsprojekt genomfördes och städer grundades eller återuppbyggdes som Kristiania. Samtidigt tog han väldiga risker och kritiker menade att han genom sin utmanande politik öppnade för svenska angrepp efter att styrkeförhållandena och det strategiska läget försämrats.
Efter det svenska angreppskriget 1643–1645 slöts freden i Brömsebro 13 augusti 1645 i vilket Danmark tvingades att avstå Jämtland, Härjedalen, Gotland och Ösel samt under en period på 30 år även Halland. Genom de svenska framgångarna i trettioåriga kriget vann Sverige nya besittningar i dagens norra Tyskland och Danmark kunde nu angripas från flera fronter av svenskarna. Kristian IV avled 1648 på Rosenborgs slott och gravsattes i Roskilde domkyrka. Sonen Fredrik III efterträdde fadern. Efter nio år på tronen skred han till handling. 
Under intrycket att Karl X Gustav förlorat sitt krig i Polen förklarade Fredrik III krig mot Sverige 1657 vilket dock slutade med ett nytt danskt nederlag efter att svenskarna på vintern 1658 hade utnyttjat den extremt hårda vintern och marscherat med sina trupper över Lilla och Stora Bält (se Tåget över Bält) för att anfalla Köpenhamn. Freden slöts i Roskilde (se också Freden i Roskilde) den 26 februari 1658 och blev en total katastrof för Danmark. Danmark fick avträda Skåne, Blekinge, Halland, Bornholm samt de norska provinserna Bohuslän och Trondheim. Den danska kungen fick dessutom förbinda sig att hindra fientliga flottor att passera genom Bälten och Östersjön.

### Enväldet
En viktig orsak till att Danmark förlorade kriget mot Sverige 1657–1658 var att dansk inrikespolitik präglades av rivaliteten mellan kung och adel, vilket hindrat uppbyggnaden av en stark stat. Den olyckliga freden i Roskilde och hotet från Sverige kom att innebära att statens och därigenom även kungens ställning förstärktes betydligt. Envälde (danska: Enevælden) eller autokrati infördes i Danmark efter en statskupp av Fredrik III på 1660-talet och avskaffades vid en fredlig revolution efter Kristian VIII:s död 1848. Under perioden utkämpade Sverige och Danmark fem krig: 1659–1660, 1676–1679, 1700, 1709–1721 och 1789–1790.

### Napoleonkrigen
Danmarks tidigare starka ekonomi drabbades hård av kostnaderna för Napoleonkrigen och Danmark fick betala ett högt pris för valet att alliera sig med Frankrike. Som en följd av Danmarks ställningstagande för Frankrike utsattes landet för flera förödande angrepp från den brittiska flottan, första gången 1801 när britterna under Horatio Nelson attackerande Köpenhamn. Den stora katastrofen kom i början av september 1807 när britterna ånyo attackerade Köpenhamn. Vid den för danskarna oväntade attacken, Köpenhamns bombardemang, var större delen av den danska armén upptagen med att försvara landets södra gränser vilket gjorde att försvaret av Köpenhamn var begränsat. Under attacken förstördes 30 procent av Köpenhamns bebyggelse och över 2000 civila dog men framförallt kom britterna över hela den danska flottan och över trehundra skepp under byggnad i Köpenhamn förstördes av britterna.
I Kieltraktaten 1814 förlorade Danmark dessutom Norge till Sverige som hade varit på den segrande sidan i Napoleonkrigen. Förlusterna och kostnaderna för Napoleonkrigen ledde till statsbankrutt för Danmark och en ekonomisk katastrof. Ironiskt nog var perioden i en annan mening en guldålder. Under denna tid var nämligen en lång rad intellektuella giganter i dansk historia som Hans Christian Andersen, Søren Kierkegaard, Bertel Thorvaldsen och Nicolai Grundtvig alla verksamma.

## Nationalism och liberalism
Åren efter napoleonkrigen var Danmark ett mycket svagt rike. Statsbankrutten 1813 samt förlusten av Norge och flottan spred missmod men viktigare var krisen inom lantbruket. Lantbruket hade kunnat göra goda affärer under krigsåren men efteråt drabbades denna sektor av ekonomisk kris då efterfrågan sjönk och marknaderna i Storbritannien och Norge var stängda för export. Under 1810-talet genomfördes två viktiga reformer: För att bli domare krävdes studier motsvarande jur.kand., en reform som skulle betyda mycket för likheten inför lagen. 1814 års skolreform innebar skolplikt för envar mellan 6 och 14 år. Reformen lade grunden för bönderna att kunna föra en politisk kamp. Mot slutet av 1820-talet hade den ekonomiska krisen klingat av. Efterfrågan på livsmedel steg - mellan 1801 och 1834 steg befolkningstalet med en tredjedel - och köpmän och fabrikörer började åter investera och tjäna pengar.
Precis som i andra delar av Europa gjorde den ekonomiska utvecklingen att borgarståndet fick ökad politisk självmedvetenhet. Denna framväxande liberalism kunde 1830 tvinga fram eftergifter som ett första steg mot folkstyre. I maj 1831 utfärdades förordningar om upprättande av rådgivande provinsialständer. 1834 följde närmare bestämmelser som skapade fyra sådana församlingar; en för öarna i Roskilde, en för Nørrejylland i Viborg, en för Sønderjylland i staden Schleswig och en för Holstein i Itzehoe. Rösträtten till dessa församlingar grundades på jordinnehav och mellan 1,5 procent och 3 procent av befolkningen hade rösträtt. Ehuru rådgivande blev dessa församlingar en viktig politisk skola för många liberaler. Samma år, 1834, grundades den första liberala tidningen Fædrelandet. När Fredrik VI dog 1839 fanns förhoppningar att hans efterträdare Kristian VIII skulle genomdriva en ny författning och ge Danmark tryckfrihet. Kungen uppföljde dock inte dessa förväntningar utan behöll det styrande statsrådet.
Schleswig i söder hade sedan århundraden varit ett hertigdöme. Kristian I hade 1460 lovat att Schleswig och Holstein alltid skulle styras tillsammans, ewich tosamende ungedelt, när han utnämndes till hertig av Schleswig och hertig av Holstein. De följande århundradena styrde den danske kungen över Schleswig i sin egenskap av hertig medan grevskapet innehades av exempelvis familjen Holstein-Gottorp. År 1720 drog Fredrik IV in hertigdömet Schleswig och 1773 blev den hertigliga delen av Holstein inkorporerad. Även om Schleswig var en gammal dansk provins var Holstein en helt tysk provins och tyskar dominerade Sydschleswig. När Tyska förbundet bildades blev Holstein medlem och representerad av den danske kungen i hans egenskap av hertig av Holstein. Rörelsen för frigörelse från Danmark växte sig allt starkare sedan början av 1800-talet. I november 1830 blev Uwe Jens Lornsen en av de första att öppet propagera för att Schleswig skulle lämna Danmark och bli tysk förbundsstat. För sina idéer hamnade Lornsen i fängelse; Schleswig och Holstein var den danske kungens provinser och skulle styras precis som kungariket i en tredelad helhetsstat.
Denna nationella rörelse, Schleswigholsteinismen, provocerade fram en nationell dansk rörelse i Nordschleswig, där bönderna inte ville regeras av de tyskspråkiga städerna och de tyskspråkiga ämbetsmännen. 1838 grundades det prodanska veckobladet Dannevirke. 1840 införde regeringen i Köpenhamn danska som rättegångs- och ämbetsspråk i Nordschleswig. 1841 reformerades lokalstyrelsen när sockenråd infördes. Dessa sockenråd styrde på lokal nivå på landsbygden och bestod av prästen, häradsfogden och några godsägare men också några representanter för bönderna. Sockenråden valde i sin tur amtsråd. Statsrådet Anders Sandøe Ørsted försökte också införa gemensamma ständerkommittéer för de fyra provinsialständerna. Förslaget antogs i Roskilde och Viborg men Schleswig och Itzehoe sade nej av rädsla för att bli närmare knutna till den danska staten. Den danska liberalismen blev till följd av frågan om Schleswig-Holstein snabbt en nationalliberalism. I maj 1842 höll liberalernas ledare Orla Lehmann ett tal i Köpenhamn där han krävde att Schleswig skulle inlemmas i kungariket och gränsen mellan Schleswig och Holstein vid floden Eider skulle bli ny riksgräns, Eiderprogrammet. Liberalerna tog stöd i den politiska skandinavism som uppstått. Vid ett jättemöte i Köpenhamn 1845 med danska, svenska och norska studenter tog Lehmann löfte av de församlade att de skulle försvara Norden mot angrepp utifrån.
Kristian VIII gav till slut sin tillåtelse till en författningsreform, men dog plötsligt i januari 1848. Få hade några förhoppningar på den nye kungen Fredrik VII. Som kronprins hade han levt ett utsvävande liv och bodde nu ihop med en korist från Det Kongelige Teater, Louise Rasmussen. Den 28 januari 1848 förklarade han att Danmark skulle få en ny författning. Kungen var nämligen väl medveten om den politiska oron runtom Europa. Den 18 mars krävde befolkningen i Holstein en egen författning för Schleswig-Holstein. De liberala grupperna i Köpenhamn möttes också till protestmöten och demonstrationer. Den 20 mars samlades en stor folkmassa i Casino i Köpenhamn där nationalliberalernas Orla Lehmann påminde om vad som hänt i Wien där Metternich hade tvingats avgå. Mötet antog Marsprogrammet som krävde regeringens avgång, ny författning för Danmark och Schleswig och Eiderprogrammet genomfört. Kungen och regeringen var istället anhängare av en helstatslösning med Danmark som kungarike och där Schleswig-Holstein hade särskild status. Kungen föll dock till föga, avskedade de mest konservativa ministrarna i regeringen, däribland Ørsted, och tog in några av nationalliberalerna, bland annat Lehmann.

### Schleswig-Holsteinska kriget
Den nya regeringen, Marsministären, var oenig i många frågor men kunde enas om ett svar på kraven från Schleswig-Holstein. Regeringen gjorde klart att Holstein kunde få egen författning, men inte Schleswig som istället skulle knytas närmare Danmark. I Kiel utbröt då uppror och en provisorisk regering utropades som fick kontrollen över garnisonen i Rendsburg. Denna regering förklarade att den skulle ansluta sig till Tysklands enhetssträvanden. I Danmark var krigslusten stor och krigsminister Anton Frederik Tscherning mobiliserade armén. Den 9 april mötte den danska armén en Schleswig-Holsteinsk här i slaget vid Bov i Nordschleswig. Danskarna besegrade där motståndarna, till storleken två tredjedelar av den danska armén. I Tyskland var stämningen fientlig mot danskarna och Fredrik Vilhelm IV erkände den provisoriska regeringen och skickade preussiska trupper. Med hjälp av dessa besegrades danskarna den 23 april i slaget vid Slesvig och tyska trupper gick sedan över gränsen till kungariket.
Stormakterna reagerade skarpt på denna vändning i kriget. Sveriges kung Oscar I skickade en armékår till Fyn för att skydda öarna mot angrepp medan Ryssland krävde att de preussiska trupperna skulle dra sig ur kungariket; detta skedde också i maj. Därefter utövade Storbritannien, Ryssland och Sverige påtryckningar på den danska regeringen för att få denna att sluta fred. Stormakternas lösning var enkel men oacceptabel - att dela Schleswig längs folkgrupperna. De nationalliberala tvingades av omständigheterna att gå med på detta. De kunde inte gå med på att avstå både Holstein och Schleswig, inte heller ville de behålla Holstein med sin tyskspråkiga befolkning. Eiderprogrammet var det ouppnåeliga målet men de fick nöja sig med att behålla Nordschleswig. Lehmann, som i åratal hävdat att hela Schleswig var danskt, tvingades att gå med på en delning. Bitterheten mot eftergifterna och förlusten i kriget tvingade marsministären att avgå i november 1848. Den nya regeringen, ledd av A.W. Moltke, var dock revanschsugen och efter ett halvår av förhandlingar började kriget på nytt i april 1850.
Den danska armén bestod av 41 000 man medan preussarna och Schleswig-Holsteinarna kunde samla 65 000 man. I april 1850 besegrades danskarna vid slaget vid Kolding och preussiska trupper ockuperade området ända upp till Århus. Den danska garnisonen i Fredericia bestod till slut av 25 000 man som den 6 juli 1850 besegrade motståndarnas 15 000 man. De preussiska trupperna utrymde därför Jylland och de Schleswig-Holsteinska trupperna fick kämpa vidare själva. I slaget vid Isted Hede norr om staden Schleswig den 25 juli 1850 besegrades 26 000 Schleswig-Holsteinska trupper av 37 000 danska trupper. Därmed var kriget slut. Den 2 augusti 1850 samlades Storbritannien, Frankrike, Ryssland och Sverige-Norge i London och undertecknade ett protokoll där de garanterade den danska monarkins odelbarhet.

### Grundlagen

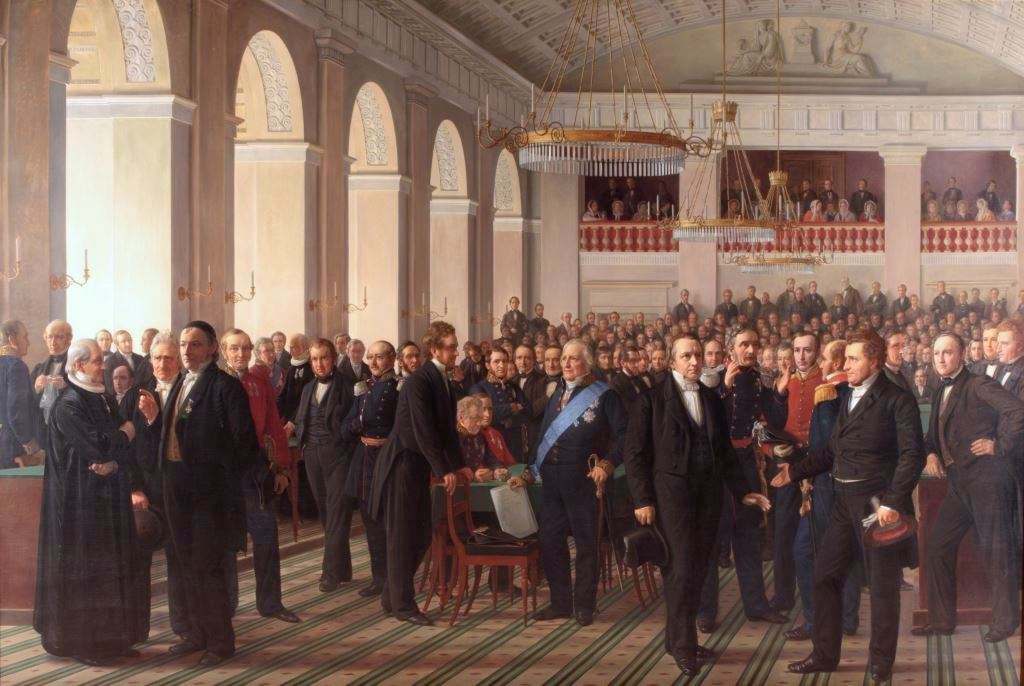
Den grundlagsstiftande nationalförsamlingen målad av Constantin Hansen 1860–1864.

I oktober 1848 hölls valen till en grundlagsstiftande församling. De nationalliberala föreslog en parlament med två kamrar, Folketinget och Landstinget, som var direktvalda med allmän rösträtt. Efter ett halvår av debatt blev det en kompromiss: Folketinget blev direktvalt av alla män över 30 år med eget hushåll, Landstinget valdes via indirekta val av alla män över 40 år med eget hushåll. Detta drevs igenom av de nationalliberala tillsammans med konservativa för att få Landstinget mer konservativt. Fredrik VII ogillade förslaget men skrev under den nya grundlagen den 5 juni 1849. Denna grundlag gjorde Danmark till en konstitutionell monarki och den politiska och religiösa censuren upphävdes.

### Andra Schleswigska kriget
Novemberministären hade försökt göra Schleswig mer danskt, men där fanns ett stort motstånd hos den tyskspråkiga delen av befolkningen. I januari 1852 bildades en ny regering med C.A. Bluhme som statsminister, som lovade att Schleswig och Holstein skulle få varsin riksdag medan gemensamma frågor skulle lösas med hjälp av en framtida gemensam författning för Danmark och de två hertigdömena. Detta lyckades nästa regering med Ørsted som statsminister genomföra i juli 1854 trots bittert motstånd. 1855 antogs en helstatsförfattning men 1856 krävde parlamentet i Holstein att denna skulle godkännas av dem. De tyska staterna blandade sig i det hela och krävde 1857 att Holsteins riksdag skulle sammankallas för att godkänna författningen. Detta väckte harm hos de nationalliberala som åter lanserade Eiderprogrammet. 1858 förklarade den tyska förbundsdagen att Holsteins lokala författning och helstatsförfattningen var ogiltiga.
Striden om Holsteins och Schleswigs konstitutionella ställning fortsatte de följande åren. I mars 1863 lovade statsminister C.C. Hall, nationalliberal, att Holstein skulle få en ny lokal författning medan Schleswig skulle få en gemensam författning med Danmark. Denna Eiderförfattning antogs den 13 november 1863. Två dagar senare dog kung Fredrik VII och efterträddes av den tyskvänlige Kristian IX, som var motståndare till denna författning. Efter påtryckningar skrev han ändå under den nya författningen. Från Storbritannien, Frankrike och Ryssland kom sändebud med krav på att Eiderförfattningen skulle dras tillbaka. Hall avgick och ersattes av nationalliberalen Monrad. Den preussiske kanslern Bismarck krävde att Schleswig skulle delas eller bli oavhängigt, vilket den danska regeringen och riksdagen nekade. Den 1 februari 1864 gick 57 000 preussiska och österrikiska trupper över Eider och det andra Schleswigska kriget började.
Det rådde stor optimism om den danska arméns förmåga att stå emot angreppet, men arméns överbefälhavare Christian de Meza tog det överraskande beslutet att överge Danevirke. Av historiska skäl trodde många att striden skulle stå vid Danevirke, men överbefälhavaren visste att denna jordvall inte var något för ett modernt krig och att vintervädret gjorde att fienden kunde gå runt på de tillfrusna myrarna väster om vallen. Riksdagen avskedade de Meza och armén tog upp försvaret i Dybbøl i Nordschleswig. Där lyckades den danska armén hålla stånd ända till den 18 april när preussarna och österrikarna stormade det danska försvaret med en femdubbel övervikt. Därefter ockuperades Jylland. En vecka senare började en stormaktskongress i London som föreslog en delning av Schleswig. Förslaget förkastades av den danska regeringen, kongressen avslutades den 25 juni och kriget fortsatte. Till slut måste man dock böja sig i förhandlingar och Danmark var den 1 augusti tvungen att avstå Holstein, Lauenburg och hela Schleswig. Den 30 oktober skrevs det formella fredsavtalet under i Wien. Det uteblivna stödet från Sverige ledde till skandinavismens död som politisk rörelse. Efter 1864 har de skandinavistiska enhetssträvandena varit inriktade på språkliga och kulturella frågor.

### Politiska strider under efterkrigstiden
Nederlaget i kriget blev ett smärtsamt uppvaknande för många. Förlusten av Schleswig och Holstein, en tredjedel av territoriet och en miljon invånare, krävde en mental omställning för många. Politiskt fanns det efter 1864 inte längre plats för de nationalliberaler som hade satsat högt och förlorat allt. Konservativa krafter ryckte fram, och med stöd från borgerliga grupper och förmögna lantbrukare kunde de genomföra ändringar i grundlagen så att Landstinget fick en betydligt konservativare prägel genom att rösträtten för val till Landstinget begränsades. Efter jordbrukskrisen i början av seklet hade lantbruket sakta rest sig. Livsmedelsexporten till Storbritannien och Tyskland gick utmärkt fram till 1870-talet, när billig skeppsfrakt gjorde konkurrensen från Nordamerika och Ryssland alltför svår. Exporten minskade och priset på spannmål sjönk. Under 1880-talet gjordes därför en omläggning från spannmålsodling till boskapsskötsel samt en satsning på odling av specialgrödor som sockerbetor. Produktionen av mjölk, ägg och fläsk flerdubblades snabbt. Även industrin växte snabbt tack vare tyskt kapital.
Den ekonomiska utvecklingen gjorde det också aktuellt att bilda politiska partier. I juni 1870 gick böndernas representanter i Folketinget samman och grundade Det Forenede Venstre. 1871 grundades Socialdemokratiet med syfte att förbättra industriarbetarnas förhållanden. Den danska utrikespolitiken genomgick också revidering. Under 1860-talet behölls en stark armé med det uttalade syftet att ta tillbaka Schleswig om möjlighet fanns. Med Tysklands seger mot Frankrike i fransk-tyska kriget 1870 stod det dock klart att en militär revansch var utom räckhåll. I det konservativa Landstinget ville majoriteten fortsatt satsa på ett starkt försvar medan det av vänstern dominerade Folketinget ville ha nedskärningar. Eftersom Landstinget och Folketinget valdes av delvis olika väljare utbröt strid om hur makten skulle fördelas dem emellan. Venstre krävde att regeringen måste ha stöd av en majoritet i Folketinget. Denna strid blev mycket utdragen och det dröjde till 1901 innan en Venstre-regering kunde tillträda, ledd av Johan Henrik Deuntzer.
Venstre genomförde två viktiga reformer; en skattereform och en kyrkoreform. Omläggningen av skattesystemet gjorde att småbrukarna kände sig svikna. En falang bröt sig till slut ut 1905 och bildade Radikale venstre som krävde sociala reformer och att försvaret ersattes av en gränspolis. Venstreregeringen hade dock genom kontakter med Berlin fått signaler om att Tyskland istället ansåg att Danmark skulle förstärka sitt försvar för att vid krig kunna försvara sig mot angrepp från Storbritannien - annars skulle Tyskland bli tvunget att rycka in och försvara Danmark. När statsminister Niels Nergaard därför föreslog en satsning på försvaret 1909 blev kritiken så hård att regeringen tvingades avgå. I modifierad form genomfördes ändå en satsning. Radikale Venstre föreslog 1909 att grundlagen åter skulle skrivas om: sänkt rösträttsålder till 25 år, rösträtt för kvinnor och allmänna val till Landstinget. Frågan stöttes och blöttes därefter i flera år innan en radikal regering kunde genomföra ett modifierat förslag: allmän och lika rösträtt, direkta val till Folketinget och indirekt val till Landstinget. För val till landstinget sänktes rösträttsåldern till 35 år. Den nya grundlagen skrevs under den 5 juni 1915, samma datum som 1849 års grundlag.

## Från första världskriget till idag

### Första världskriget
Genom krigsåren förblev Danmark neutralt. Landet mobiliserade inte vid krigsutbrottet. Däremot inkallades 58 000 man i den nationella säkerhetsstyrkan, varav de flesta var förlagda till Köpenhamn. Danmark blev indraget i första världskriget redan den 5 augusti 1914. Tyskland hade självt börjat lägga ut minor i Langelandsbält natten innan och på morgonen blev den danska regeringen tillfrågad om danskarna själva ville minera Stora Bält för att hindra den brittiska flottan att ta sig in i Östersjön. Folkrättsligt var Danmark förpliktigat att hålla vattenvägen öppen. Bland de ledande politikerna fanns helt olika uppfattningar: å ena sidan kunde man anta att Tyskland skulle minera bälten ändå och kanske placera trupp på de danska öarna för att skydda mineringarna. Å andra sidan kunde mineringen anses vara en fientlig handling mot Storbritannien och att en brytning med västmakterna inte skulle ha stöd hos den engelskvänliga opinionen. Beslutet blev ändå att Danmark självt lade ut minorna. Kung Kristian X skickade ett telegram till den brittiske kungen Georg V för att förklara situationen. Den brittiske ambassadören i Köpenhamn gjorde klart att det danska beslutet var förnuftigt. Under kriget kunde Danmark exportera livsmedel både till Storbritannien och Tyskland. Köttkonserver var en framgångsrik exportvara något som föranledde att de profiterande tillverkarna erhöll öknamnet gulaschbaroner. Lönerna kunde inte hålla takten med de ständiga prishöjningarna, samtidigt som en del kunde göra sig förmögenheter genom spekulation. I slutet av kriget led Danmark brist på mat varpå ransonering infördes.
De danskar som drabbades hårdast av krigshandlingarna var den danska befolkningen i Slesvig. Sammanlagt stred 30; 000 etniska danskar på tysk sida. 6; 000 sønderjylländare i tysk tjänst stupade under kriget. 700 danska sjömän omkom vid fartygsförlisningar och totalt 275 danska handelsfartyg sänktes. Under kriget hamnade Danmarks kolonier i Västindien i fokus. USA oroade sig för att Tyskland skulle ockupera danska öar i Västindien. 1915 erbjöd sig USA att förvärva öarna Sankt Thomas, Sankt Croix och Sankt Jan. Efter en folkomröstning 1917 gick Danmark med på att sälja öarna för 25 miljoner US dollar. Samtidigt erkände USA Danmarks herravälde över Grönland.

### Mellankrigstiden

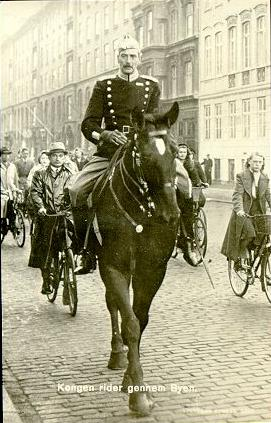
Kristian X till häst.

Genom en folkomröstning 1920 i tyska Schleswig-Holstein, ordnad efter segrarmakternas krav i 1919 års Versaillesfred på "nationell bestämmanderätt" för varje folk, återfick Danmark norra delen av Schleswig. Gränsen försköts till att gå strax norr om staden Flensburg (som till många danskars stora besvikelse förblev tyskt). Lågkonjunkturen efter kriget gjorde många människor arbetslösa samtidigt som arbetarna strejkade för högre lön och förbättrade arbetsvillkor. I april 1920 svarade arbetsgivarna med en lockout från den 9 april. Fackföreningarna svarade med att utlysa generalstrejk från den 6 april. Kungen hade krävt att Radikale venstres regering med statsminister Zahle skulle utlysa nyval, men Zahle vägrade och regeringen avskedades. Statsråden vägrade då att fungera som expeditionsministär och kungen tillsatte en expeditionsministär som dock endast satt i fem dagar. Den sociala oron var stor och socialdemokraternas riksdagsgrupp krävde republik. Kungen utnämnde därför en ny expeditionsministär vars främsta uppgift blev att anordna val till den 26 april. Vid valet gick Radikale venstre tillbaka till förmån för Venstre och socialdemokraterna.
Nergaard blev statsminister igen och genomdrev flera sociala reformer, men tvingades avgå 1924 på grund av den ekonomiska krisen. Efter valet i april 1924 tillträdde den första socialdemokratiska regeringen med Thorvald Stauning som statsminister. Denna regering och den följande Venstre-regeringen var tvungna att ta till nedskärningar för att komma till rätta med den ekonomiska krisen. 1929 tillträdde en koalitionsregering av socialdemokraterna och Radikale venstre som kom att sitta ända fram till juli 1940. Den danska utrikeshandeln hade två stora marknader, Storbritannien och Tyskland, och båda dessa började nu föra en protektionistisk politik. Genom olika åtgärder gynnades handel mellan länder inom det Brittiska imperiet på bekostnad av utomstående. Tyskland hade börjat höja sina importtullar 1930 och 1933 infördes allmän importkontroll. 1931 tvingades Danmark överge guldmyntfoten för att minska den danska kronans värde. Inom industrin var arbetslösheten på väg upp. Den 20 januari 1933 utlyste arbetsgivarna storlockout från 1 februari när fackföreningarna inte gick med på 20 procent lönesänkning.
Venstre, socialdemokraterna och Radikale venstre kom därför överens i den så kallade Kanslergadeförlikningen. Regeringen förbjöd alla strejker och lockouter och förlängde alla löneavtal på ett år. Venstre fick igenom jordbruksregleringar för att stödja lantbruket samtidigt som regeringen fick stöd för en sociallagstiftning. Under 1930-talet genomfördes stora infrastruktursatsningar, igångsatta som AK-arbeten. Bland annat byggdes flera broar som förband flera av de danska öarna med varandra, som till exempel Lolland med Falster (så småningom även Själland), Jylland med Fyn med mera. Vägnätet byggdes ut och flera av vägarna permanentlades med gatsten, betong och i sällsynta fall asfalt.

### Ockupationen

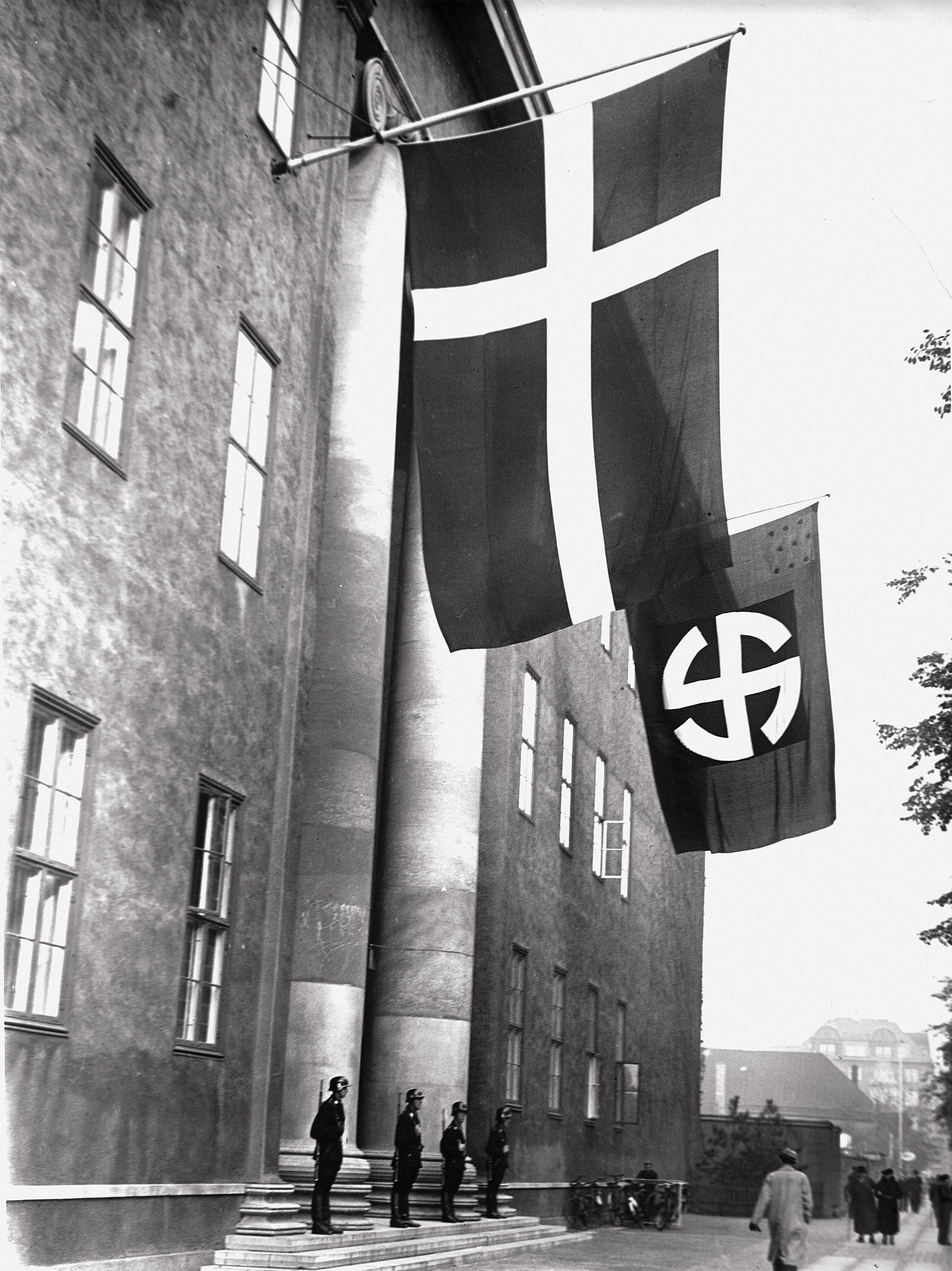
Schalburgkorpset var danska nazister som utövade terror mot sina landsmän under 1944–1945. Bilden visar deras högkvarter i Köpenhamn.

Den 1 september 1939 förklarade sig Danmark neutralt, lade ut minor i farlederna och inkallade några få årgångar av försvaret. Anslaget till försvaret hade skurits ned ända sedan 1922. Från tysk sida försäkrade storamiral Raeder och Hitler själv att Tyskland inte skulle kränka den danska neutraliteten. Den 4 april 1940 fick regeringen en rapport från den danska ambassaden i Berlin att Tyskland hade planer på att invadera Danmark och Norge den kommande veckan. Den 8 april passerade ett stort antal tyska krigsfartyg genom Bälten samtidigt som det kom en rapport om att det fanns tyska truppsammandragningar söder om Flensburg. Regeringen beslutade om alarmberedskap men att några inkallelser inte skulle göras. Den 9 april 1940 gick tyska trupper till anfall mot Danmark vid Operation Weserübung. Det egentliga tyska målet var dock Norge och att säkra järnmalmstransporterna från Sverige och för att få flott- och flygbaser som skulle vara till nytta när tyskarna skulle anfalla Storbritannien. I svenska medier beskrevs händelsen som att tyska trupper inmarscherade utan att möta något motstånd. De tyska styrkorna gick in över gränsen vid Flensburg och Tönder. På morgonen 9 april landsteg tyska soldater i Köpenhamn. Totalt sexton danska soldater dog under de första morgontimmarna men den danska armén hade knappast något att sätta emot.
Danmarks regering antog efter förhandlingar och protest tyska villkor och ställde sig under tysk administration och bildade en samlingsregering. Sommaren 1943 ökade oroligheterna och Nazityskland ansåg att regeringen inte gjorde tillräckligt för att sätta stopp för detta. Den 29 augusti upplöstes regeringen och tyskarna införde undantagstillstånd. I oktober beslutade ockupationsmakten att judarna i Danmark skulle deporteras men de flesta lyckades rädda sig över till Sverige. Island berördes aldrig av den tyska ockupationen utan Storbritannien besatte helt odramatiskt ön den 10 maj 1940 och 1941 tog USA över ön. Den amerikanska ockupation av Island innebar ett stort uppsving för ön som sedan 1930-talet var drabbat av en allvarlig ekonomisk kris som hade förvärrats när det spanska inbördeskriget hindrade den lönsamma fiskexporten till Spanien. År 1944 under den amerikanska ockupation av ön utropade Island sin självständighet.

### Efterkrigsepoken
En rad politiska reformer har skett i Danmark under efterkrigstiden, 1953 införde Danmark ett enkammarparlament och Grönland fick en kolonial status och kvinnlig tronföljd infördes. Under de sista decennierna har en markant ekonomisk tillväxt skett i Danmark och landet har etablerat sig som Nordens efter Norge rikaste land. Under den kraftiga ekonomiska krisen i början av 1990-talet var den danska kronan den enda skandinaviska valutan som inte devalverades. Den 1 januari 2007 avskaffade Danmark sina 13 amt och ersatte dem med fem regioner.

#### Relationen till omvärlden
Till skillnad mot Sverige övergav Danmark sin neutralitet efter andra världskrigets slut och blev en av de ursprungliga medlemmarna av Nato och FN. Som första nordiska land anslöt sig Danmark 1973 också till dåvarande EG (dagens EU). Färöarna och Grönland har getts större självständighet och självstyre och Grönland har efter en folkomröstning lämnat EG. Under 1990-talet har en omsvängning skett i Danmark efter uppmärksammande folkomröstningar som lett till att landet har fått undantag från EU:s fördrag och landet har inte infört euro som valuta.